# Евхаит
Евхаит (др.-греч. Εὐχάιτα) — римский и византийский город в северной части Анатолийского плоскогорья на территории современной Турции. Евхаит представляет археологический интерес как пример типичного небольшого укреплённого поселения, хорошо известного из нарративных источников. С начала XXI на территории древнего Евхаита ведутся раскопки в рамках проекта Avkat Archaeological Project, возглавляемого Джоном Хэлдоном из Принстонского университета.
Археологическая локация Евхаита находится на территории современной деревни Beyözü, до 1960-х годов называвшей Авкат. Древнейшие поселения существовали там с доисторических времён, как минимум, во времена хеттов. В римский период Евхаит был незначительным поселением, и приобрёл известность с середины IV века как центр культа мученика Феодора Тирона. В конце правления императора Анастасия I (491—518), после нападения гуннов в 515 году, Евхаит получил статус города и был обнесён стенами. Примерно тогда же он стал резиденцией епископа. В 615 году город был сожжён персами. С началом арабских завоеваний в VII веке Евхаит становится приграничной военной базой. В 663/4 году город захватили арабы, разрушив церковь святого Феодора. После ухода арабов население вернулось и заново отстроило город и церковь. Евхаит относился к феме Армениакон и сохранял статус важного провинциального центра до завоевания сельджуками в конце XI века. В период Османской империи Евхаит представлял собой небольшую деревню с руинами крепости в центре, полностью разрушенной к XVI веку.
В V—VI веках Евхаит нередко служил местом ссылки церковных иерархов, включая константинопольских и антиохийских патриархов. Первоначально епископ Евхаита подчинялся епископу Амасийскому, а в VII веке стал самостоятельным архиепископом, что объясняется ростом популярности культа Феодора Тирона, чьи мощи были перенесены в город из Амасии. При императоре Льве VI город стал митрополией. В XI веке епископ Евхаитский Иоанн Мавроп описывал город как место проведения крупной ярмарки. Также у Мавропа город предстаёт как процветающее место паломничества.